# NGC 2232
NGC 2232 is een open sterrenhoop in het sterrenbeeld Eenhoorn. Het hemelobject werd op 16 oktober 1784 ontdekt door de Duits-Britse astronoom William Herschel. Deze open sterrenhoop kan, door de schaarste aan sterren, eerder beschouwd worden als een telescopisch asterisme. De helderste ster in NGC 2232 is 10 Monocerotis.

## Synoniemen
- OCL 545